# Кавад I
Кавад I — царь царей (шахиншах) Ирана, правил в 488 — 498/499 и 501 — 531 годах. Из династии Сасанидов.

## Вступление на престол и первые годы правления
События, происходившие в роду Сасанидов после смерти Пероза, запутанны. Прокопий Кесарийский, рассказывая о гибели Пероза в сражении с эфталитами, упоминает, что вместе с шахом пали и его сыновья, числом около тридцати. Фирдоуси говорит о семерых знатных, павших вместе с царём. Ат-Табари пишет, что вместе с шахиншахом пали четыре его сына и четыре брата, которые все титуловались царями. Кавад был сыном Пероза и остался в живых — значит, либо погибли не все (Фирдоуси прямо говорит, что Кавад — единственный из родственников царя, выживших в том сражении), либо кто-то из них не принимал участие в походе. Так или иначе, Кавад оказался старшим из оставшихся в живых детей покойного царя и, возможно, был объявлен шахом ещё в 484 году, сразу после гибели отца (такие предположения сделаны в наше время). Вопрос о номинальном правлении Кавада в 484 году спорен; в любом случае в том же году на троне утвердился Балаш, брат Пероза. По другим сведениям, Кавад до 488 года находился в плену у эфталитов.
По словам Иисуса Столпника, Пероз, обязавшись платить эфталитам контрибуцию, отправил к ним Кавада заложником. Рассказ Иисуса Столпника о борьбе Пероза с эфталитами, однако, сильно отличается от того, что содержится в других источниках. Утверждается, в частности, что Пероз предпринял против эфталитов три похода, а не два, как в других источниках. Между тем, слова Иисуса Столпника подкрепляются сведениями «Сииртской хроники», где говорится, что в царствование Пероза Кавад какое-то время пребывал у эфталитов и снискал дружбу их правителя. Ясно одно: к 488 году Кавад был уже в Иране и его возвели на трон сразу после свержения предшественника.
Трудно даже приблизительно сказать, сколько лет было Каваду в описываемое время. По утверждениям Иоанна Малалы, Кавад умер в возрасте восьмидесяти трёх лет и трёх месяцев. Это очень похоже на сведения Шах-намэ и истории Банакати, где говорится, что Кавад завещал престол Хосрову в возрасте восьмидесяти лет. Если сведения Иоанна Малалы верны, Кавад родился в середине 448 года, то есть ещё до воцарения Пероза. Вместе с тем, Прокопий Кесарийский пишет, что к началу второго похода Пероза против эфталитов Кавад только вступил в пору юности. Георгий Кедрин называет Кавада последним сыном Пероза. Согласно Прокопию Кесарийскому, у Пероза было около тридцати детей. Если принимать эту версию, Кавад должен был появиться на свет ближе к концу правления Пероза. В восточных источниках можно прочитать, что Кавад вступил на престол в пятнадцать лет, в двенадцать или малолетним.
Воцарение Кавада было бы невозможно без поддержки магнатов, которые в то время управляли государством. Судя по источникам, Кавад на определённом этапе договорился с ними. Наиболее подробно сообщает об этом традиция Ибн Исфандияра. Согласно ей, когда Кавад с войском проходил через Рей, Сухра написал ему, предлагая свою поддержку и советуя отослать эфталитов обратно. Кавад согласился, и Сухра возвёл его на престол. О том, что Кавад сделался царём благодаря помощи Сухра, сообщается также в традиции ад-Динавари.
Опора Кавада на знать в обмен на отказ от помощи эфталитов стала, видимо, компромиссным решением. Но после ухода эфталитов Кавад оказался в зависимости от знати. Знать надеялась, что новый царь будет послушным орудием в их руках. Восточные авторы единодушно утверждают, что в первые годы царствования Кавада фактически правил Сухра, которому царь вверил управление державой. По выражению Мирхонда, Сухра был падишахом, разве что не именовался так. Фирдоуси также сообщает, что страной по-прежнему управлял всесильный Суфрай (он же Сухра, по другим источникам).
Не шаху Кобаду подвластен был край,
Дела за него пахлаван совершал,
Близ шаха воссесть никому не давал.
Без голоса шах, и мобедов лишён,
Суфрая веленьями край полонён…
О нём же (то есть Каваде) твердили: «Владыкой страны
Зовётся, но войска лишён и казны.
Ни власти, ни права решать, властелин
над всею державой Суфрай лишь один.
Всё это тяготило Кавада. Он видел, какую опасность для целостности и мощи государства представляет бесконтрольное хозяйничанье знатных родов. Кроме того, Кавад понимал, что престиж государства поколеблен, экономика подорвана и вернуть Сасанидскому царству былой блеск можно только решительными мерами. Однако пойти путём прямого конфликта он не мог: Сухра из рода Каренов был очень влиятелен и имел сильную дружину. Согласно наиболее распространённому в источниках рассказу, по истечении пяти лет царствования Кавад написал Шапуру Рейскому, который принадлежал к роду Мехранов и был спахбадом. Этот Шапур, по мнению исследователей, тождествен с Шапуром Михраном, о котором говорит Лазар Парбеци. Фирдоуси на основании каких-то не известных источников считал Шапура врагом Сухра. Между тем, вполне вероятно, что всевластие Сухра и его сына Зармихра сдвинуло политическое равновесие в пользу Каренов, и это вызвало недовольство Михранов, ещё недавно занимавших главенствующие позиции. Эта гипотеза подкрепляется и чисто логическими соображениями, так как Кавад обратился бы за помощью против Сухра к его противникам. Шапур прибыл в столицу и на аудиенции у царя взял Сухра под стражу; тот был вскоре казнён. Другая, несколько отличная от этого, версия представлена в рассказе о потомках Сухра, воспроизводимом в традиции Ибн Исфандияра. Согласно ей, Сухра знал об опасности или чувствовал её. Вместе с сыновьями он направился в Табаристан, но Кавад подослал к нему убийц. С этого момента Михраны вернули себе главенство среди знати, что лаконично выражает приводимое в мусульманских традициях изречение: «Утих ветер Сухра, задул ветер Михрана». Однако вскоре и Шапур, вероятно, разделил участь Суфрая, потому что о нём больше ничего не известно. Но разгромить знать, только разжигая вражду между отдельными родами, было невозможно, нужны были иные методы.

## Движение маздакитов

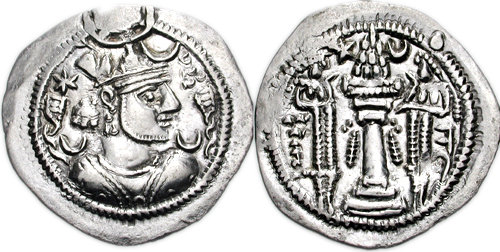
монета Кавад во время его первого правления

Тем временем в Иранском государстве происходили важные события — набирало силу маздакитское движение, к которому примкнул и шах Кавад I. Однако получить какие-то точные сведения об этом учении невозможно. Маздакитские источники (если они и были) уничтожены, упоминания о нём изъяты из Сасанидских хроник. Историкам приходится довольствоваться рассказами откровенных врагов этого движения, рассыпанным по арабским и персидским книгам. Внутри зороастризма существовала секта, возможно отчасти манихейского толка, проповедовавшая идеи, в социальном отношении чем-то сходные с коммунистическими, в религиозном же близкие мистическому гностицизму. Её члены претендовали на понимание истинного смысла Авесты, намеренно искажаемого жрецами.
Во время Кавада лидером секты стал некто Маздак, сын Бамдада, мобед, который и дал имя всему движению. Сердцевина социального учения маздакитов состояла в идее, что Бог даровал человеку блага жизни с тем, чтобы ими пользовались все поровну, но это было нарушено людьми. Маздак надеялся при поддержке царя восстановить справедливость, установив централизованное распределение благ. Фирдоуси так передаёт учение Маздака:
Твердил он: «Тому, кто живёт богачом,
Бедняк обездоленный равен во всём.
Не должно, чтоб некто господствовать мог;
Богатый — основа, а бедный — уток.
Да будет у всех достоянье равно,
А если в избытке, запретно оно!
Всем надобны блага, и дом, и жена,
Природа богатых и бедных одна.
Однако Фирдоуси был одинок в своём терпимом отношении к маздакизму; другие средневековые писатели высказываются о нём единодушно отрицательно, не скупясь на нелестные эпитеты.
Среди иранских бедняков идеи Маздака нашли самый живой отклик, и он стал популярной фигурой. Когда именно шах обратил своё внимание на проповедника, неизвестно. По «Шахнаме», вначале Маздак убедил Кавада в необходимости делиться зерном с бедняками во время голода. Однако многие исследователи полагают, что Кавад приблизил к себе Маздака, желая использовать его авторитет против сильной и враждебной аристократии. Конечно, столь однозначно объяснять увлечение Кавада идеями Маздака — упрощение. Царь, как и всякий образованный человек того времени, не мог искренне не интересоваться новыми религиозно-философскими концепциями. Кроме того, сам Маздак наверняка был человеком незаурядным и вызывавшим симпатии.
Видимо, придворные кланы слишком поздно обратили внимание на этого человека, а когда спохватились было поздно. Влияние маздакитов окрепло, они стали воплощать своё учение революционными методами. Историческая традиция приписывала маздакитам даже требование общности жён, хотя ряд исследователей допускает, что в действительности общность жён означала просто возможность мужчине найти жену за пределами своей социальной группы или же осуждение гаремов знати. Ат-Табари писал:

«Кобад … примкнул к человеку, по имени Маздак, и его последователям, которые учили, что Бог создал блага на земле для того, чтобы люди поровну поделили их между собой, но люди при этом причинили друг другу обиду. Последователи Маздака утверждают, что они отбирают у богатых в пользу бедных и возвращают неимущим то, что отбирают у имущих, ибо если у кого-нибудь есть избыток денег, жён и прочего имущества, то из этого не следует, что ему принадлежит преимущественное право на всё это. Простой народ использовал этот удобный случай, примкнул к Маздаку и его сторонникам и сплотился вокруг них. Людям пришлось много претерпеть от маздакитов, положение которых настолько упрочилось, что они могли врываться в дом человека и отбирать у него жилище, жен и достояние, тогда как он не имел возможности сопротивляться им. Они побудили Кобада одобрить эти их действия, угрожая в противном случае низложить его. Недолго продолжалось такое положение вещей, а уже не знал человек своего ребенка, и ребенок не знал своего отца, и не оставалось у человека ничего, чем бы он мог разжиться.
Этой проповедью он (то есть Маздак) восстановил простой народ против знати; смешались всякого рода низменные люди с благородными, и легко стало любителям чужой собственности насильно присваивать себе таковую, беззаконникам — совершать беззакония, прелюбодеям — утолять свою страсть и овладевать женщинами благородного происхождения, о которых они ранее не помышляли, и одолело людей такое бедствие, подобного которому они ещё не видели никогда».
Не отстаёт от него и автор «Сиясет-наме» («Книги о правлении»), известный нам как Низам аль-Мульк:

«Кубад позвал Маздака к себе; с каждым часом он всё более и более сближался с ним, пока в него не уверовал. Он приказал ставить во время приемов для него золотое сиденье, изукрашенное драгоценными камнями. Кубад садился на трон, а Маздака усаживал на то сиденье, бывшее много выше, чем трон Кубада. Люди переходили в веру Маздака, иные по влечению и прихоти, иные в угоду царю, направлялись в столицу тайно и явно из краев и областей, принимали веру Маздака. Воины мало проявляли склонности, но не говорили ничего из уважения к власти государя. Увидав, что государь принял веру Маздака, люди вдали и вблизи откликнулись на призыв и разделили имущество. Маздак говорил: „Имущество есть розданное среди людей, а эти все — рабы всевышнего и дети Адама. Те, кто чувствуют нужду, пусть тратят имущество друг друга, чтобы никто не испытывал лишения и нищеты, все были бы равными по положению“. Когда же Кубад пошёл дальше, согласился на общность имущества, Маздак начал заявлять: „Ваши жены — ваше имущество. Следует вам считать жен как имущество друг друга, чтобы никто не оставался без участия в наслаждениях и вожделениях мира, чтобы двери желания были открыты перед всеми людьми“. Многие люди всё больше увлекались его учением по причине общности имущества и женщин, в особенности простонародье. Установился такой обычай: если какой-нибудь мужчина приводил в свой дом двадцать мужчин-гостей и угощал хлебом, мясом, вином, закусками и музыкой, под конец все по одному соединялись с его женой, и это не ставили в грех. Был такой обычай; когда кто входил, чтобы соединиться с какой-нибудь женщиной, клал у двери дома головной убор; когда припадало желание другому и он видел головной убор положенным у дверей дома, возвращался и дожидался, пока тот не выйдет».
«Этот пёс (то есть Маздак) растащил имущество людей, сорвал покрывало с гаремов, простонародье сделал властвующим» — негодовал далее автор «Сиасет-наме», вкладывая эти слова в уста Хосрова Ануширвана.

## Свержение с престола
Положение Кавада осложняли конфликты на окраинах державы. Начались выступления против Сасанидов в Армении и Иберии. Конфликт Сасанидской державы с Византией 491 года оказал влияние и на развитие событий в Закавказье. Твёрдая позиция Византии воодушевила часть армянской знати, стремившуюся избавиться от персидского влияния. Эти вельможи разорили несколько святилищ огня и перебили их служителей. В ответ Кавад направил в Армению войска. Мы знаем об этих событиях только от Иисуса Столпника, в армянских источниках они не упоминаются. Из этого можно заключить, что восстание было локальным, и Каваду вскоре удалось восстановить свою власть над Арменией.
С этими событиями связывают и войну в Иберии, датируемую примерно 491 годом. По словам Джуаншера Джуаншериани персидский царь призвал Вахтанга Горгасала в поход против ромеев, но тот отказался. В ответ персы вторглись в Иберию. В сражении с силами Вахтанга Горгасала погиб некий Бартам (Вахрам или Партав), которого Джуаншер Джуаншериани называет сыном персидского царя. Но и Вахтанг Горгасал получил смертельное ранение. Персы разорили отстроенный Вахтангом Тифлис и окрестности Мцхеты. Одновременно в Иберию вступили византийские войска. Хотя, судя по повествованию Джуаншера, они не смогли ни разгромить персов, ни соединиться с силами Вахтанга. Они оттянули на себя значительную часть сил персов. В итоге сасанидские полководцы не стали преследовать Вахтанга, который сохранил власть и вскоре передал её сыну ‒ Дачи.
К мятежам в Закавказье добавились мятежи кадисиев и тморийцев. Кадисии, желая переселиться в Нисибин и поставить над собой собственного правителя, вторглись в окрестности города. Вожди тморийцев были недовольны тем, что Кавад, в отличие от его предшественников, не делал им щедрых подарков. Тморийцы восстали, укрепились в горах и безжалостно грабили местных и проезжих торговцев. На южные окраины державы совершали набеги арабы. Нельзя сказать, что Кавад не пытался бороться с этими выступлениями. В 491 году персы предприняли поход в Ивирию; в боях с ними погиб царь Вахтанг Горгасал. Но Каваду нигде не удалось одержать решающей победы. В Ивирию вторглись византийские войска, и персы были вынуждены отступить. Делами армян, тморийцев и кадисиев Кавад, судя по рассказу Иисуса Столпника занимался и далее, из чего следует, что мятежи продолжались.
Поддержка Кавадом маздакитов и его неспособность справиться с мятежами на окраинах державы вызвали у знати неприязнь к царю. Согласно некоторым традициям, Кавада прозвали be rēzād rēš, то есть «выпади борода». Дело не ограничивалось проклятиями. Террор, устроенный сторонниками Маздака и приведший Иран к катастрофической ситуации, вынудил сасанидскую знать, объединившись, сместить в 498/499 году Кавада. На его место был посажен его брат Замасп. Судьбу шаха должен был решать придворный совет. Вот что рассказывает по этому поводу Прокопий Кесарийский:

«Кавад, помимо того, что правил, прибегая к насилию, ввёл в государственную жизнь свои новшества и, между прочим, издал закон, предписывающий, чтобы женщины у персов были общими. Это многим пришлось совсем не по душе. Поэтому они восстали против него, отрешили его от власти и, заключив в оковы, держали под стражей.
Его брат … собрал знатных персов и, стал совещаться с ними относительно участи Кавада, ибо большинству не хотелось, чтобы этот человек был казнён. Много было высказано мнений в пользу того и другого предложений. Тогда вышел один из влиятельных персов, по имени Гусанастад (Гушнаспдад), по чину ханаранг (у персов это как бы стратиг), имевший под своим управлением отдаленные области Персии, расположенные на границе с землей эфталитов, и показал нож, которым персы обычно подрезают ногти и который имеет длину с человеческий палец, а ширину — меньше трети пальца. „Видите, — сказал он, — как короток этот нож. Его, однако, вполне достаточно, чтобы совершить сейчас дело, с которым, да будет вам известно, любезные персы, немного спустя не смогут справиться и двадцать тысяч одетых в панцири мужей“. Так он сказал, намекая на то, что если они не уничтожат Кавада, то тот, оставшись в живых, вскоре доставит персам немало хлопот. Но они совсем не хотели предавать смерти человека царской крови и решили заключить его в крепость, которую называли Замком забвения. О том, кто попадал сюда, закон запрещал в дальнейшем упоминать, и смерть была наказанием тому, кто произнесёт его имя. Потому-то этот замок и получил у персов такое название.
Когда Кавад был заключён в крепость, попечение о нём имела его жена: она приходила к нему и доставляла ему всё необходимое. Начальник тюрьмы принялся соблазнять её, так как она отличалась удивительно красивой наружностью. Кавад, узнав об этом со слов самой жены, повелел ей отдаться этому человеку, как только тот пожелает. Когда же начальник тюрьмы сошёлся с этой женщиной, он безоглядно влюбился в неё, можно сказать, обезумел от любви. С того времени он позволял ей приходить к мужу, когда ей будет угодно, и уходить от него, не встречая никаких препятствий. Среди знатных персов был некто по имени Сеос (Сиявуш), безгранично преданный друг Кавада, который поселился недалеко от крепости, выжидая удобного момента, чтобы каким-либо образом вызволить его оттуда. Через жену он дал знать Каваду, что недалеко от крепости для него готовы лошади и люди, и точно указал ему это место. Как-то с наступлением ночи Кавад убедил жену отдать ему свою одежду, а самой переодеться в его одеяние и остаться вместо него в тюрьме там, где он обычно находился. Так Кавад вышел из заключения. Те, на кого была возложена охрана, приняли его за его жену и потому не решились остановить его или как-то побеспокоить. С наступлением дня, увидев в комнате эту женщину в одежде мужа и совершенно ни о чем не догадываясь, они сочли, что там находится сам Кавад. Заблуждение их продолжалось несколько дней, Кавад между тем был уже далеко. Что случилось с его женой, когда обман открылся, и каким образом она была наказана, точно сказать не берусь, так как персы в данном случае не согласны между собой.
Кавад, никем не замеченный, вместе с Сеосом прибыл к гуннам-эфталитам. Их царь выдал за Кавада свою дочь и вместе с ним, как с зятем послал против персов весьма значительное войско».
Восставшие на Кавада вельможи хотели схватить и уничтожить Маздака. Этот эпизод почти не освещается в источниках; его затмевает рассказ о бегстве Кавада. Только по двум отрывочным упоминаниям можно составить некоторое представление о том, что произошло. Балами откуда-то знает ‒ и добавляет к истории ат-Табари, ‒ что Маздак был схвачен. Но собрались многочисленные сторонники Маздака, готовые сражаться за него. Заговорщики испугались столкновения с ними и отпустили Маздака. Далее, как мы знаем из Фарснаме, он уехал в Азербайджан и укрепился там.

## Восстановление на престоле
Использовав армию эфталитов, Кавад в 501 году возвратил себе трон. Фирдоуси пишет, что царь эфталитов получил в благодарность Чаганиан. По почти единогласному утверждению источников, Кавад поступил милосердно со своими противниками, приказав казнить только Гушнаспдада, требовавшего в своё время его смерти. Однако здесь уже обнаружились признаки перемены в политике Кавада: так как должность правителя Хорасана (канаранга) была наследственной, то царь не решился отнять её у семьи Гушнаспдада и передал родственнику казнённого — Атургундаду. Кавад стал осторожнее со знатью и духовенством.
Ат-Табари пишет, что возвращению на престол Кавада не в малой степени способствовал Зармихр, сын Сохра, что, впрочем, не помешало шаху казнить его впоследствии. Так «Кавад укрепил свою власть и незыблемо хранил её. Ибо в проницательности и деятельности не уступал никому».
Со временем ко двору вернулся и Маздак. Сказать, каким влиянием он обладал теперь, можно только приблизительно. С одной стороны, Кавад продолжал держаться маздакитских обычаев. В описании странствий китайских путешественников Сун Юня и Хуэй Сана (517‒518 года) есть небольшой фрагмент о Персии, где говорится, что её царь выходит лишь с небольшой свитой, и подданные, видя его, не выказывают почтения. Эта скромность церемониала, вероятно, была следствием влияния маздакитов. С другой стороны, Балами пишет, что после возвращения к власти Кавад не позволял маздакитам обрести ту силу, которой они обладали прежде. Это утверждение в несколько изменённом виде встречается у Мирхонда, по словам которого Кавад относился к Маздаку и его последователям с меньшим уважением. Возможно, Кавад не отказался от учения маздакитов, но стал сдерживать их нападки на аристократию.
В то же время Кавад решил или, по крайней мере, начал решать, и другую проблему, неизменно стоявшую со времени его первого правления. Как сообщает Иисус Столпник, он добился подчинения от тморийцев, пригрозив послать против них войска, усиленные отрядами гуннов. Узнав о подчинении тморийцев, покорились и стоявшие под Нисибином кадисии. Армянская знать вернулась под верховную власть Сасанидов. Предводители арабов примкнули к Каваду в расчёте на успешный поход против ромеев. Впоследствии арабы, армяне и кадисии участвовали в боях с византийцами на стороне персов. В историческом своде, приписываемом Захарии Митилинскому, написано, что после войны с Византией 502—504 годов Кавад вновь сражался с тморийцами и другими врагами. Но, судя по тому, что источники нигде не говорят об успехах тморийцев и других противников Кавада, их выступления закончились поражением или постепенно прекратились.

## Кавад и христиане
Кавад оказывал определённую поддержку и христианам, особенно если это были течения не поддерживаемого в Византии толка. В 489 году восточноримский император Зенон повелел закрыть, как рассадник ереси несторианства, сирийскую академию в Эдессе. В результате учителя и ученики этой школы перебрались в Нисибин, где в дальнейшем, действуя при покровительстве Кавада и его преемников, существенно обогатили культурную жизнь Ирана. Но Кавад не покровительствовал христианам; Феофан Византийский упоминает, делая акцент на религии пострадавших, что около 513 года по приказу шаха некоторым христианам «подсекли жилы в коленных суставах».
К 501—502 годам относится указ Кавада, утверждающий самостоятельность армянской монофизитской церкви. Этим самым, с одной стороны, Армения противопоставлялась Византии, где господствующим было другое направление христианства — диофизитство (халкедонство), с другой стороны, отделялось и от христиан Ирана, исповедовавших в большинстве своём несторианство, которое пытался поддерживать в Армении отец Кавада — Пероз. К концу правления Кавада несториане Сасанидской державы имели явное преимущество над своими оппонентами. Они располагали церковной иерархией, мощным интеллектуальным центром — богословской школой в Нисибине, пользовались покровительством при дворе.

## Взаимоотношения с Византией

### Причины войны
Отношения с Византией весь долгий срок правления Кавада были недружественными. Пограничные недоразумения в сущности никогда не прекращались, хотя со времени неудачного похода Юлиана Отступника в 363 году открытой войны не объявлялось ни с той, ни с другой стороны. Кавад не раз требовал от византийцев золото за охрану Кавказа от варваров, что было одним из условий мирного договора 442 года. Но сменивший умершего в 491 году Зенона император Анастасий не соглашался платить Ирану, мотивируя это, во-первых, несоблюдением персами других договорённостей (в частности, отказом вернуть город Нисибин 120-летний срок персидского владения которым истёк в 484 году), а во-вторых, тем, что Византия сама ведёт с варварами обширные войны.
Около 500 года, в очередной раз запросив с Анастасия деньги и не получив их, Кавад начал готовить войну с Византией. Есть и иная версия — шах затеял поход в отместку за то, что ромеи подстрекали эфталитов к нападению на восточные земли Ирана. Греческие источники сообщают о том, что благодаря интригам византийцев на 13-м году царствования Анастасия «гунны» напали на Иран, требуя дать денег столько, сколько обещают ромеи за «дружбу» с ними, или принять войну. Ковад выбрал второе. Не способствовала миру между византийцами и персами и обстановка в Армении. Иешу Стилит сообщает, что армяне подняли очередной мятеж против власти персов, разбили карательную армию шаха и обратились к императору с просьбой принять их под свою власть. Хотя император и отказал им, не желая войны с Ираном, Кавад был уверен, что восстание в Армении произошло не без происков византийцев.

### Осада Амиды
Война началась в августе 502 года походом царя Кавада I в Армению. Первый удар сделан был на город Феодосиополь (Эрзерум), который сдался персам без сопротивления вследствие измены префекта города Константина. Кавад разрушил город до основания и забрал в плен его жителей, переселив их в Персию. Пройдя всю Армению с севера, Кавад в октябре того же года расположился лагерем под городом Амидой, находившимся на границе Армении и Месопотамии. Здесь персидский стан стоял три месяца, так как осада города потребовала применения инженерного искусства и встретила серьёзное сопротивление со стороны гарнизона. Защитники по ночам через подкопы уносили землю из-под возводимых персами насыпей, делали вылазки и отражали многочисленные приступы неприятеля. Камнемёты византийцев наносили огромный урон персидским войскам. К тому же началась зима и множество персов погибло от суровой стужи. Кавад уже готов был снять осаду и предлагал осаждённым уплатить ему небольшую сумму за отступление, однако старейшины города отказали шаху, говоря, что это персы должны платить за всё то, что войско съело, выпило и разграбило в окрестностях. Прокопий Кесарийский рассказывает, что когда шах уже решил было отступить, «осажденные, забыв об опасности, стали со стен, издеваясь над варварами, подвергать их насмешкам. А некоторые гетеры, подняв безо всякого приличия свои платья, принялись показывать находившемуся поблизости Каваду те части тела, которые женщинам не подобает обнаженными показывать мужчинам. Увидев это, маги предстали перед царём и помешали отступлению, решительно утверждая, что случившееся — верный признак того, что амидяне в скором времени покажут Каваду все сокровенные и скрываемые части города. И персидское войско не ушло…» Штурм города продолжился и был настолько ожесточённым, что Каваду пришлось лично с мечом в руке гнать воинов на лестницы.
Тут однако в пользу персов неожиданно сложились благоприятные обстоятельства, передавшие им город. Точных сведений об этом не дают даже и очень осведомлённые о событиях писатели, и притом современники, как Иешу Стилит и Захария Ритор. Будто бы одно из главных укреплений стены вверено было защите монахов, которые недостаточно внимательно отнеслись к порученному делу и раз ночью не доглядели, как персы приблизились к стене и поставили лестницы. По другим слухам, персы пробрались в город через подземный ход, воспользовавшись тёмной ночью. Так или иначе, на восьмидесятый день осады, 11 января 503 года город был взят неожиданно, и защитники оказались не в состоянии принять мер к спасению. Три дня продолжалась, однако, в городе неравная борьба между персами и побеждёнными горожанами. Озлобленные гибелью многих персов, военачальники потребовали от шаха выдать им каждого десятого пленного «из простолюдинов» — на расправу. Кавад исполнил это требование. Избиение продолжалось до тех пор, пока к шаху не обратился некий «старец-священник, и не сказал, что не царское это дело — избивать захваченных в плен. Кавад, всё ещё охваченный гневом, ответил ему: „А почему вы решили воевать со мной?“. Тот, подхватив его слова, сказал: „Божья воля была передать тебе Амиду не по нашему решению, а в силу твоей доблести“. Каваду очень понравились эти слова, и он запретил впредь кого-либо убивать, но велел персам грабить богатства, а оставшихся в живых обращать в рабство, приказав отобрать лично для него всех знатных». Огромная добыча из золота, серебра и драгоценных одежд, равно как и мраморные статуи и всякие драгоценности снесены были на реку Тигр и отправлены на судах в Персию. Когда по приказанию Кавада стали очищать город от трупов защитников, погибших во время битвы последних дней, то насчитали, говорят, до 78000. Персов же якобы погибло до 50000.
Персы не стали окончательно разрушать Амиду; напротив, имея в виду укрепления этого города и географическое положение на границе между двумя империями, они предполагали сохранить его как крепость, на которую можно было бы опираться в войне с Византией, для чего Кавад, отступая с войском от Амиды, оставил в ней гарнизон из 3000 человек.
Между тем как сам Кавад три месяца провёл под Амидой, отдельные персидские отряды делали опустошительные набеги по Северной Месопотамии, доходя до Эдессы, причём персам помогали арабские союзники, наводившие ужас на местное население и заставлявшие его искать спасения в Сирии.

### Ответные действия византийцев и заключение мирного договора
Героическая оборона Амиды надолго задержала продвижение персов вглубь Византии и позволила императору собраться с силами. В 503 году византийское войско под началом Ареовинда разбило персов, но к лету командиры этого войска перессорились, и персы снова стали наносить поражения ромеям. Во время кампании шах Кавад I лично возглавлял главные силы персов, в отличие от византийцев, у которых командование не было единым и соперничество полководцев было одной из причин их неудач. Анастасий, быстро и правильно оценив обстановку, сменил руководство армией. Новым главнокомандующим стал патрикий Келер и военные действия пошли успешнее.
Зимой 503—504 года Амида была осаждена вторично, на этот раз — ромеями. Поначалу ни ромеи, ни персы не препятствовали местным крестьянам привозить в город продукты. По словам Захарии Ритора, «крестьяне из деревень приносили вино, пшеницу и другие плоды и продавали их персам и горожанам. К ним присоединились всадники, счётом принимали их и вводили (то есть, сопровождали в крепость). По прекрасному закону персов никто не смел отнять что-нибудь у деревенских, и они продавали, как хотели, за плату и вещи из города. Собирались они на базар охотно…» Это прекратилось лишь после убийства византийцами одного из видных персидских военачальников, который попал в засаду. Спустя некоторое время голод оказался таким, что среди местных жителей началось людоедство, но гарнизон продолжал держаться.
Военные действия закончились в 506 году. Прокопий Кесарийский объясняет это нежеланием Кавада вести тяжёлую войну на два фронта — с римлянами и «гуннами» (то есть, эфталитами). Их главным итогом стало разорение приграничных территорий обеих стран. Причём ромейских историков поражало, что персидские воины, захватив какой-либо район, не притесняли мирных жителей, если на то не было специального приказа. А вот византийские отряды, набранные в основном из варварских племён, вели себя даже по отношению к своему населению как захватчики — грабили и бесчинствовали. Мир был заключён сроком на семь лет. По условиям мирного договора, та и другая стороны обязывались сохранять пограничную черту владений, как это было до войны; персы получили от ромеев более 300 килограммов золота (источники называют две цифры — 10 или 11 кентинариев, то есть 327,45 или 360,2 кг золота), но оставили Амиду.

## Вопрос о престолонаследии
Борьба знати, царя и народа продолжалась. Кавад всё больше и больше отходил от маздакитов. Маздакизм пошёл на убыль сразу после низложения Кавада, и возвращение шаха эту тенденцию не изменило — он перестал вообще поддерживать маздакитов. Они сыграли уже свою роль в политической игре Кавада против знати, а дальнейшее проведение в жизнь требований маздакитов и разрушение государства вовсе не входило в планы царя. Внешним поводом для борьбы стал вопрос о престолонаследии. В этот период царь задумал, по-видимому, широкие реформы, которые должны были привести к усилению царской власти. В этом деле он опирался на своего младшего сына Хосрова, казавшегося и знати, с которой Кавад теперь хотел примириться, наиболее желательным наследником ввиду его сильных антимаздокитских настроений и тесных связей с зороастрийским духовенством. Хосров люто ненавидел Маздака. Как рассказывает Бируни, однажды Маздак возжелал мать Хосрова и убедил Кавада «поделиться» женой. Но Хосров, не желая позора матери, пал в ноги Маздаку и принялся умолять его не трогать женщину и отступиться от задуманного. Хотя Маздак и пошёл навстречу царевичу, тот не забыл унижения и не простил его. Впоследствии Хосров вспоминал: «Стоит мне обратить внимание на что-либо, имеющее отношение к Маздаку, как я чувствую в носу, как воняли портянки Маздака, когда я целовал ему ноги». Маздакиты же держали сторону воспитанного ими старшего сына Кавада, Кавуса наместника Табаристана.
Кавад, желая обеспечить престол Хосрову, обратился к византийскому императору Юстину с предложением «усыновить» Хосрова, то есть, иными словами, гарантировать ему престол отца. Прецеденты такого рода имелись уже в истории обеих великих держав; таким же образом в своё время Йездегерд I гарантировал престол малолетнему царевичу, будущему императору Феодосию II. Юстин колебался, он предлагал вместо письменного только устные обязательства, а так как во время переговоров иранские послы, Сиявуш и Махбод из рода Сурен, повели также речь о передаче Ирану области Лазики на Кавказе, то переговоры были прерваны, и царевич Хосров, уже отправившийся было в Византию, должен был вернуться.
Махбод, вернувшись в Иран, заявил, что виновником срыва переговоров является Сиявуш. По-видимому, Сиявуш, сторонник и близкий друг царя в первый период его деятельности, вероятно связанный с маздакитами, был неугоден знати, решившей придраться к случаю и погубить его. Над Сиявушем был учинён суд на собрании знати, обвинившей его также и в вероотступничестве. Сиявуш был лишён должности артештаран салара (главы сословия воинов), которую он занимал со времени возвращения Кавада от эфталитов, и приговорён к смерти. Кавад предал своего спасителя и друга и подтвердил приговор. Сиявуш был казнён.
Это лишний раз показывает, что союз царя с маздакитами был только политической игрой и что к 20-м годам VI века был решён разрыв не только с маздакитами, но и с прежними приверженцами царя, проводившими когда-то угодную ему политику заигрывания с маздакитами.

### События на Кавказе
Конфликт Сасанидской державы с Византией 491 г. оказал влияние и на развитие событий в Закавказье. Твёрдая позиция Византии воодушевила часть армянской знати, стремившуюся избавиться от персидского влияния. Эти вельможи разорили несколько святилищ огня и перебили их служителей. В ответ Кавад направил в Армению войска. Мы знаем об этих событиях только от Иисуса Столпника, в армянских источниках они не упоминаются. Из этого можно заключить, что восстание было локальным, и Каваду вскоре удалось восстановить свою власть над Арменией.
С этими событиями связывают и войну в Ивирии, датируемую примерно 491 г. По словам Джуаншера Джуаншериани персидский царь призвал Вахтанга Горгасала в поход против ромеев, но тот отказался. В ответ персы вторглись в Ивирию. В сражении с силами Вахтанга Горгасала погиб некий Бартам (Вахрам или Партав), которого Джуаншер Джуаншериани называет сыном персидского царя. Но и Вахтанг Горгасал получил смертельное ранение. Персы разорили отстроенный Вахтангом Тифлис и окрестности Мцхеты. Одновременно в Ивирию вступили византийские войска. Хотя, судя по повествованию Джуаншера, они не смогли ни разгромить персов, ни соединиться с силами Вахтанга. Они оттянули на себя значительную часть сил персов. В итоге сасанидские полководцы не стали преследовать Вахтанга, который сохранил власть и вскоре передал её сыну ‒ Дачи.
В 515 году в Закавказье проникают родственные хазарам савиры, которые продвинулись через Армению в Малую Азию. Каваду приходится предпринять ряд оборонительных мер против савиров, в частности укрепить города Байлакан, Партав и другие. Но савиры, по-видимому, утвердились в Албании, севернее оборонительной линии иранцев. Каваду приписывается и возведение укреплений Дербента, однако вероятнее, что они были созданы только его преемником — Хосровом I. Византийцы пытались в это время и позднее использовать савиров в борьбе с Сасанидами, что было очень опасно для иранцев; при войне с Византией они получали от савиров удар по флангу.
Около 519 года снова произошёл конфликт между Ираном и Арменией. Этот конфликт был связан с создавшимся очень тяжёлым внутриполитическим положением в Сасанидской державе.
Спустя почти два десятилетия, в 523 году царь Картли Гурген восстал против персидского владычества, в результате был разбит и укрылся в Византии у императора Юстина I, а в Тифлисе стал править марзбан. Равновесие сил на Кавказе вновь пошатнулось, что постепенно привело к очередному конфликту. Спустя три года после восстания Гургена византийские войска под командованием двух лучших полководцев Византийской империи — Ситы и Велисария вторглись в Персидскую Армению и Месопотамию. Так началась очередная война с ромеями, тянувшаяся с переменным успехом несколько лет.

## Разгром маздакитов
Следующим шагом после примирения с ослабленной знатью и духовенством, а также устранения прежних помощников и друзей было подавление маздакитов. Этого настоятельно требовали, помимо общей линии политики Кавада, и тяжёлые условия большой войны с Византией. В 528 или 529 году началось преследование и массовое избиение маздакитов. Сигналом к этому послужил инсценированный царём диспут между учёными зороастрийскими жрецами и главой маздакитов (вероятно, самим Маздаком) в присутствии царя, царевича Хосрова, главы зороастрийского духовенства (мобедан-мобеда) и христианского епископа. Маздак был признан еретиком, схвачен и казнён вместе со всеми присутствующими на диспуте вожаками движения. Фирдоуси в «Шахнаме» описывает ужасную сцену, когда Хосров показывает Маздаку его приспешников зарытых вниз головой в землю по пояс, затем самого Маздака подвесили вниз головой и расстреляли из луков; по другим источникам — его живого залили строительным раствором. Предание приписывает избиение маздакитов влиянию царевича Хосрова, однако есть все основания думать, что Кавад и сам бы расправился с маздакитами, так как это являлось логическим концом всей многолетней политики Кавада.
После этого маздакитское движение уже никогда не играло в государстве значительной роли. Однако, маздакизм не мог быть истреблён окончательно; несмотря на разгром, он долго ещё был популярен в народе. Маздакитские лозунги надолго оставались знаменем борьбы против угнетателей.
Последствия ощущались долго — во всяком случае, Хосрову I Ануширвану пришлось издавать указ о восстановлении расторгнутых ранее браков и защите детей неизвестного происхождения, родившихся вследствие «сексуальной революции» маздакитов.
В поздней книге «Сиасет-наме» передаётся легенда о том, что жена Маздака Хуррамэ спаслась и бежала в город Рей, где вновь начала проповедь движения, и от её имени якобы пошло название секты хуррамитов.

## Продолжение войны с Византией
В 529 году новый византийский император Юстиниан I поручил всю восточную кампанию молодому Велисарию. В июле 530 года тот одержал свою первую большую победу, разбив при Даре сорокатысячное персидское войско. Но в апреле 531 года под городом Каллиником на берегу Евфрата персы нанесли Велисарию поражение, а затем начали осаду Мартирополя, которая растянулась на много месяцев.
Византийский хронист Иоанн Малала отметил в своей «Хронографии», что именно военные поражения стали причиной смерти шаханшаха: 8 сентября 531 года его хватил удар и, проболев пять дней, царь царей умер 12 или 13 сентября 531 года, будучи глубоким старцем (в возрасте восьмидесяти двух лет). В последние годы стареющего царя страной фактически управлял третий сын Кавада, Хосров I Ануширван.
В выписках Сергия, приведённых у Агафия Миринейского, хронология правления преемников Пероза представлена так. Около четырёх лет царствовал брат Пероза Валаш. Пришедший затем к власти Кавад был свергнут на одиннадцатом году правления, и на престол вступил его брат Жамасп. Правление Жамаспа длилось четыре года. Затем Кавад вновь вернул себе власть и правил ещё тридцать лет, сверх одиннадцати, так что он правил, облечённый царской властью, в течение сорока одного года. У ат-Табари и ад-Динавари мы находим рассказы о том, что Кавад вследствие своей приверженности учению маздакитов был свергнут по истечении десяти лет пребывания у власти. Что касается правления Жамаспа, то отдельно оно, как правило, не упоминается. Очевидно, годы правления Жамаспа включались в царствование Кавада, как поступает ат-Табари. Каваду, как правило, отводятся сорок три года правления. Показательны сведения Фарс-намэ, где мы читаем, что Кавад правил сорок лет, а Жамасп — три года. Сложив их, мы получаем сорок три года, о которых говорят другие авторы. К известиям восточных авторов близки утверждения Иоанна Малалы о том, что Кавад правил сорок три года и два месяца. Видимо, Иоанн пользовался сведениями, близкими к тем, которые сохранились в восточных традициях. Возможно, он, как и мусульманские авторы, включает во время царствования Кавада и правление Жамаспа.

## Итоги правления
Средневековый историк Балами писал, что ни один из шахов не построил столько городов, как Кавад. Перечисляются города Арраджан, Хулван, Кобад-Хурра, а также множество других заложенных им городов и селений, вырытых им каналов и построенных им мостов. Самые значительные реформы VI столетия — налоговая, армии, административного управления, проведённые Хосровом Ануширваном, были начаты его отцом. Балами передаёт рассказ о том, что подтолкнуло Кавада провести налоговую реформу: однажды шах увидел, как некая женщина не позволила маленькому сыну съесть несколько виноградин из её собственного сада. На вопрос царя, в чём же причина такой скупости, она ответила: «Мы этим своим добром не распоряжаемся, потому что в нём есть царская часть, и пока от царя не придут и не отделят долю царя и не возьмут её под охрану, нам нельзя к этому прикасаться». Кавад весьма удивился тому, что так заведено во всём государстве, и сказал своим приближённым: «Мне не нравится, что люди не смеют пользоваться своим добром: сажают деревья и те плодоносят, но ради меня не дерзают до них дотронуться. Найдите меру, которую они должны мне выплачивать, чтобы своим добром могли распоряжаться по своему желанию». Выход был найден — собирать твёрдую ставку налога серебром с «плодовых деревьев и виноградников». Шах повелел призвать землемеров, но «это дело не смогли закончить до его смерти, тогда он завещал завершить это Нуширвану и обложить народ податью, что тот и исполнил».
Кавад был умным и тонким политиком, он быстро ориентировался в любой обстановке, был храбрым воином и ловким дипломатом. Он дважды занимал престол шаханшахов. Заняв его вторично, в трудный политический момент, он сумел сохранить его за собой и поднять государство до положения мировой державы, на котором его удержал и Хосров.
В 518/519 году в Юань Вэй прибыло персидское посольство с дарами и письмом от шаха.
| Сасаниды               |                                         |                              |
| Предшественник: Балаш  | шахиншах Ирана и не-Ирана 488 — 498/499 | Преемник: Замасп             |
| Предшественник: Замасп | 501 — 531 (правил 43 года и 2 месяца)   | Преемник: Хосров I Ануширван |